# Фармингтън (Вашингтон)
Фармингтън (на английски: Farmington) е град в окръг Уитман, щата Вашингтон, САЩ. Фармингтън е с население от 153 жители (2000) и обща площ от 0,9 km². Намира се на 805 m надморска височина. ЗИП кодът му е 99104, 99128, а телефонният му код е 509.